# Michelle Brunner
Michelle Brunner (ur. 31 grudnia 1953, zm. 25 czerwca 2011) – brydżystka reprezentująca Anglię oraz Wielką Brytanię, World Life Master (WBF) a także European Grand Master oraz European Champion w kategorii Women (EBL). Autorka książek i publikacji brydżowych.

## Wyniki brydżowe

### Olimpiady
Na olimpiadach uzyskała następujące rezultaty:
| Olimpiady brydżowe. Zawody teamów | Olimpiady brydżowe. Zawody teamów | Olimpiady brydżowe. Zawody teamów    | Olimpiady brydżowe. Zawody teamów | Olimpiady brydżowe. Zawody teamów | Olimpiady brydżowe. Zawody teamów |
| Rok                               | Miejsce                           | Zawody                               | Kategoria                         | Drużyna                           | Pozycja                           |
| --------------------------------- | --------------------------------- | ------------------------------------ | --------------------------------- | --------------------------------- | --------------------------------- |
| 2004                              | Stambuł                           | 12. Olimpiada Teamów                 | Kobiety                           | England                           | 3                                 |
| 2002                              | Salt Lake City                    | 4. Mistrzostwa o Wielką Nagrodę MKOL | Kobiety                           | Great Britain                     | 7                                 |
| 2000                              | Maastricht                        | 11. Olimpiada Brydżowa               | Kobiety                           | England                           | 9                                 |
| 1988                              | Wenecja                           | 8. Olimpiada Teamów                  | Kobiety                           | Great Britain                     | 2                                 |
| 1980                              | Valkenburg                        | 6. Olimpiada Teamów                  | Kobiety                           | Great Britain                     | 3                                 |

### Zawody światowe
W światowych zawodach zdobyła następujące lokaty:
| Mistrzostwa Świata. Konkurencja teamów | Mistrzostwa Świata. Konkurencja teamów | Mistrzostwa Świata. Konkurencja teamów | Mistrzostwa Świata. Konkurencja teamów | Mistrzostwa Świata. Konkurencja teamów | Mistrzostwa Świata. Konkurencja teamów |
| Rok                                    | Miejsce                                | Zawody                                 | Kategoria                              | Drużyna                                | Pozycja                                |
| -------------------------------------- | -------------------------------------- | -------------------------------------- | -------------------------------------- | -------------------------------------- | -------------------------------------- |
| 2007                                   | Szanghaj                               | 38. Mistrzostwa Świata Teamów          | Kobiety                                | England                                | 5                                      |
| 2005                                   | Estoril                                | 37. Mistrzostwa Świata Teamów          | Kobiety                                | England                                | 5                                      |
| 2003                                   | Monte Carlo                            | 36 Mistrzostwa Świata Teamów           | Trans                                  | Jourdain                               | 25                                     |
| 2003                                   | Monte Carlo                            | 36. Mistrzostwa Świata Teamów          | Kobiety                                | England                                | 10                                     |
| 2002                                   | Montreal                               | 11. Mistrzostwa Świata                 | Kobiety                                | Dhondy                                 | 5                                      |
| 2001                                   | Paryż                                  | 35. Mistrzostwa Świata Teamów          | Kobiety                                | England                                | 7                                      |
| 1985                                   | São Paulo                              | 27. Mistrzostwa Świata Teamów          | Kobiety                                | Great Britain                          | 1                                      |

| Mistrzostwa Świata. Konkurencja par | Mistrzostwa Świata. Konkurencja par | Mistrzostwa Świata. Konkurencja par | Mistrzostwa Świata. Konkurencja par | Mistrzostwa Świata. Konkurencja par | Mistrzostwa Świata. Konkurencja par |
| Rok                                 | Miejsce                             | Zawody                              | Kategoria                           | Partner                             | Pozycja                             |
| ----------------------------------- | ----------------------------------- | ----------------------------------- | ----------------------------------- | ----------------------------------- | ----------------------------------- |
| 2006                                | Werona                              | 12. Mistrzostwa Świata              | Kobiety                             | Christine Buylson                   | 60                                  |
| 2006                                | Werona                              | 12. Mistrzostwa Świata              | Miksty                              | John Holland                        | 14                                  |
| 1982                                | Biarritz                            | 6. Mistrzostwa Świata               | Kobiety                             | Rixi Markus                         | 17                                  |

### Zawody europejskie
W europejskich zawodach zdobyła następujące lokaty:
| Zawody europejskie. Konkurencja teamów | Zawody europejskie. Konkurencja teamów | Zawody europejskie. Konkurencja teamów | Zawody europejskie. Konkurencja teamów | Zawody europejskie. Konkurencja teamów | Zawody europejskie. Konkurencja teamów |
| Rok                                    | Miejsce                                | Zawody                                 | Kategoria                              | Drużyna                                | Pozycja                                |
| -------------------------------------- | -------------------------------------- | -------------------------------------- | -------------------------------------- | -------------------------------------- | -------------------------------------- |
| 2009                                   | San Remo                               | 4. Otwarte Mistrzostwa Europy          | Open                                   | Brunner                                | 88                                     |
| 2009                                   | San Remo                               | 4. Otwarte Mistrzostwa Europy          | Miksty                                 | Brunner                                | 50                                     |
| 2007                                   | Antalya                                | 3 Otwarte Mistrzostwa Europy           | Miksty                                 | Brunner                                | 17                                     |
| 2007                                   | Antalya                                | 3. Otwarte Mistrzostwa Europy          | Open                                   | Holland                                | 17                                     |
| 2006                                   | Warszawa                               | 48. Mistrzostwa Europy Teamów          | Kobiety                                | England                                | 3                                      |
| 2005                                   | Teneryfa                               | 2 Otwarte Mistrzostwa Europy           | Miksty                                 | Brunner                                | 33                                     |
| 2005                                   | Teneryfa                               | 2. Otwarte Mistrzostwa Europy          | Kobiety                                | Dhondy                                 | 9                                      |
| 2004                                   | Malmö                                  | 47. Mistrzostwa Europy Teamów          | Kobiety                                | England                                | 7                                      |
| 2003                                   | Mentona                                | 1 Otwarte Mistrzostwa Europy           | Miksty                                 | Brunner                                | 17                                     |
| 2003                                   | Mentona                                | 1. Otwarte Mistrzostwa Europy          | Kobiety                                | Senior                                 | 9                                      |
| 2002                                   | Salsomaggiore                          | 46. Mistrzostwa Europy Teamów          | Kobiety                                | England                                | 3                                      |
| 2001                                   | Teneryfa                               | 45. Mistrzostwa Europy Teamów          | Kobiety                                | England                                | 1                                      |
| 1979                                   | Lozanna                                | 34. Mistrzostwa Europy Teamów          | Kobiety                                | Great Britain                          | 1                                      |

| Zawody europejskie. Konkurencja par | Zawody europejskie. Konkurencja par | Zawody europejskie. Konkurencja par | Zawody europejskie. Konkurencja par | Zawody europejskie. Konkurencja par | Zawody europejskie. Konkurencja par |
| Rok                                 | Miejsce                             | Zawody                              | Kategoria                           | Partner                             | Pozycja                             |
| ----------------------------------- | ----------------------------------- | ----------------------------------- | ----------------------------------- | ----------------------------------- | ----------------------------------- |
| 2009                                | San Remo                            | 4. Otwarte Mistrzostwa Europy       | Open                                | John Holland                        | 20                                  |
| 2009                                | San Remo                            | 4. Otwarte Mistrzostwa Europy       | Miksty                              | John Holland                        | 44                                  |
| 2007                                | Antalya                             | 3. Otwarte Mistrzostwa Europy       | Miksty                              | John Holland                        | 68                                  |
| 2007                                | Antalya                             | 3. Otwarte Mistrzostwa Europy       | Open                                | John Holland                        | 67                                  |
| 2005                                | Teneryfa                            | 2. Otwarte Mistrzostwa Europy       | Open                                | Alan Nelson                         | 41                                  |
| 2005                                | Teneryfa                            | 2. Otwarte Mistrzostwa Europy       | Mikst                               | John Holland                        | 45                                  |
| 2003                                | Mentona                             | 1. Otwarte Mistrzostwa Europy       | Kobiety                             | Rhona Goldenfield                   | 69                                  |
| 2003                                | Mentona                             | 1 Otwarte Mistrzostwa Europy        | Mikst                               | John Holland                        | 12                                  |
| 1998                                | Akwizgran                           | 5. Mistrzostwa Europy Mikstów       | Mikst                               | Ruegg                               | 348                                 |
| 1989                                | Salsomaggiore                       | 5. Mistrzostwa Europy Par           | Open                                | Sandra Landy                        | 154                                 |

## Publikacje
- Michelle Brunner: Acol Bidding for Budding Experts. Londyn: Batsford, 2000, seria: Bridge with Brunner. ISBN 978-0-7134-8625-4. (ang.). Brak numerów stron w książce
- Michelle Brunner: Acol Bidding for Improvers.. Londyn: Batsford, 2003, seria: Bridge with Brunner. ISBN 978-0-7134-8799-2. (ang.). Brak numerów stron w książce

## Klasyfikacja
- Michelle Brunner – klasyfikacja WBF (ang.)
- Michelle Brunner – klasyfikacja EBL (ang.)